# Lepidolopha
 Lepidolopha  C.Winkler, 1894 è un genere di piante angiosperme dicotiledoni della famiglia delle Asteraceae, sottofamiglia Asteroideae, tribù Anthemideae (Asian-southern African grade) e sottotribù Artemisiinae.

## Etimologia
Il nome del genere è formato da due parole greche: "lepis" (= possedere piccole scaglie) e "lophos" (= cresta).
Il nome scientifico del genere è stato definito dal botanico Constantin Georg Alexander Winkler (1848-1900) nella pubblicazione " Trudy Imperatorskago S.-Peterburgskago Botaniceskago Sada. Acta Horti Petropolitani. St. Petersburg" ( Trudy Imp. S.-Peterburgsk. Bot. Sada 13: 236 ) del 1894.

## Descrizione
Portamento. Le specie di questa genere sono subarbusti. L'indumento consiste in brevi peli medifissi.
Fusto. La parte aerea in genere è eretta, semplice o ramosa. Alla base i fusti sono legnosi.
Foglie. Le foglie lungo il caule sono disposte in modo alterno (talvolta sono raccolte alla base dei fusti in modo fascicolato o tipo brachiblasto) con lamina intera o tri-lobata.
Infiorescenza. Le sinflorescenze sono formate da capolini o solitari o raccolti in modo corimboso lasso o denso. Le infiorescenze vere e proprie sono composte da un capolino terminale brevemente o lungamente peduncolato di tipo discoide. I capolini sono formati da un involucro, con forme da cilindriche a obconiche, composto da diverse brattee, al cui interno un ricettacolo fa da base ai fiori di due tipi: fiori del raggio (qui assenti) e fiori del disco. Le brattee, piatte e a consistenza erbacea, sono disposte in modo più o meno embricato su più serie (da 4 a 7). Il ricettacolo, da piatto a emisferico, è sprovvisto di pagliette avvolgenti la base dei fiori. Le brattee al margine sono strettamente scariose e colorate di chiaro.
Fiori.  I fiori sono tetra-ciclici (formati cioè da 4 verticilli: calice – corolla – androceo – gineceo) e pentameri (calice e corolla formati da 5 elementi). Si distinguono in:
- fiori del raggio (esterni): sono assenti;
- fiori del disco (centrali): sono più numerosi con forme brevemente tubulose (attinomorfe); sono ermafroditi fertili.

- Formula fiorale:

*/x K {\displaystyle \infty }, [C (5), A (5)], G 2 (infero), achenio
- Calice: i sepali del calice sono ridotti ad una coroncina di squame.

- Corolla: (solamente fiori del disco) la forma è tubulare bruscamente divaricata in 5 lobi; i lobi, patenti o eretti, hanno una forma deltata o più o meno lanceolata; il colore in genere è giallo.

- Androceo: l'androceo è formato da 5 stami (alternati ai lobi della corolla) sorretti da filamenti generalmente liberi e sottili; gli stami sono connati e formano un manicotto circondante lo stilo. Le antere possono essere sia di tipo basifissa che medifissa (ossia attaccate al filamento per la base – nel primo caso; oppure in un punto intermedio – nel secondo caso).[13] Questa caratteristica ha valore tassonomico in quanto distingue i generi gli uni dagli altri. Normalmente le antere variano da ottuse (arrotondate) a leggermente appuntite alla base (o anche caudate); in alcune specie le appendici sono triangolari, lineari o ellittiche. Il tessuto endoteciale (rivestimento interno dell'antera) non è polarizzato. Il polline è sferico con un diametro medio di circa 25 micron;  è tricolporato (con tre aperture sia di tipo a fessura che tipo isodiametrica o poro) ed è più o meno echinato (con punte sporgenti).

- Gineceo: l'ovario è infero uniloculare formato da 2 carpelli. Lo stilo (il recettore del polline) è profondamente bifido (con due stigmi divergenti) e con le linee stigmatiche marginali separate o contigue. I due bracci dello stilo hanno una forma troncata e possono essere papillosi o ricoperti da ciuffi di peli.

Frutti. I frutti sono degli acheni senza pappo. Gli acheni hanno una forma obconica con sezioni cilindriche con 5 - 10 coste longitudinali; l'apice in genere è arrotondato con una corona di 8 - 10 scaglie a forma lineare-ellittica. Il pericarpo è glabro senza cellule mucillaginifere e sacche di resina.

## Biologia
Impollinazione: l'impollinazione avviene tramite insetti (impollinazione entomogama tramite farfalle diurne e notturne).

Riproduzione: la fecondazione avviene fondamentalmente tramite l'impollinazione dei fiori (vedi sopra).

Dispersione: i semi (gli acheni) cadendo a terra sono successivamente dispersi soprattutto da insetti tipo formiche (disseminazione mirmecoria). In questo tipo di piante avviene anche un altro tipo di dispersione: zoocoria. Infatti gli uncini delle brattee dell'involucro (se presenti) si agganciano ai peli degli animali di passaggio disperdendo così anche su lunghe distanze i semi della pianta. Inoltre per merito del pappo (se presente) il vento può trasportare i semi anche a distanza di alcuni chilometri (disseminazione anemocora).

## Distribuzione e habitat
Le specie di questo genere sono distribuite in Asia centrale.

## Sistematica
La famiglia di appartenenza di questa voce (Asteraceae o Compositae, nomen conservandum) probabilmente originaria del Sud America, è la più numerosa del mondo vegetale, comprende oltre 23.000 specie distribuite su 1.535 generi, oppure 22.750 specie e 1.530 generi secondo altre fonti (una delle checklist più aggiornata elenca fino a 1.679 generi). La famiglia attualmente (2021) è divisa in 16 sottofamiglie; la sottofamiglia Asteroideae è una di queste e rappresenta l'evoluzione più recente di tutta la famiglia.

### Filogenesi
Il gruppo di questa voce è descritto nella tribù Anthemideae, una delle 21 tribù della sottofamiglia Asteroideae). In base alle ultime ricerche nella tribù sono stati individuati (provvisoriamente) 4 principali lignaggi (o cladi): "Southern hemisphere grade", "Asian-southern African grade", "Eurasian grade" e "Mediterranean clade". Il genere  Lepidolopha (insieme alla sottotribù Artemisiinae) è incluso nel clade Asian-southern African grade..
Da un punto di vista filogenetico il genere Lepidolopha occupa, nell'ambito della sottotribù, una posizione basale insieme ai generi Artemisiella ,  Brachanthemum, Hippolytia, Hulteniella, Leucanthemella  e Nipponanthemum . In particolare questo genere è "fratello" del resto delle Artemisiinae (è cioè "basale" a tutto il gruppo). In tassonomie precedenti il genere di questa voce era descritto all'interno del "Handelia Group".
I caratteri distintivi del genere sono:
- le sinflorescenze sono varie (capolini solitari o disposti in lassi o densi corimbi);
- la forma dell'involucro varia da cilindrica a conica;
- le brattee involucrali sono disposte su 4 - 7 righe.

Il numero cromosomico delle specie di questo genere è: 2n = 12 e 16.

### Elenco delle specie
Questo genere ha 8 specie:
- Lepidolopha fedtschenkoana Knorring
- Lepidolopha gomolitzkii  Kovalevsk. & Safral.
- Lepidolopha karatavica  Pavlov
- Lepidolopha komarowii  C.Winkl.
- Lepidolopha krascheninnikovii  Czil. ex Kovalevsk. & Safral.
- Lepidolopha mogoltavica  (Krasch.) Krasch.
- Lepidolopha nuratavica  Krasch.
- Lepidolopha talassica  Kovalevsk. & Safral.